# US Super Tour 2015/16
Die US Super Tour 2015/16 war eine von der FIS organisierte Wettkampfserie im Skilanglauf, die zum Unterbau des Skilanglauf-Weltcups 2015/16 gehörte. Er begann am 27. November 2015 in West Yellowstone und endete am 26. März 2016 in Craftsbury. Die Gesamtwertung der Männer gewann Eric Packer und bei den Frauen Caitlin Patterson.

## Männer

### Resultate
| 1. US Super Tour in West Yellowstone, 27. und 28. November 2015 | 1. US Super Tour in West Yellowstone, 27. und 28. November 2015 | 1. US Super Tour in West Yellowstone, 27. und 28. November 2015 | 1. US Super Tour in West Yellowstone, 27. und 28. November 2015 | 1. US Super Tour in West Yellowstone, 27. und 28. November 2015 |
| --------------------------------------------------------------- | --------------------------------------------------------------- | --------------------------------------------------------------- | --------------------------------------------------------------- | --------------------------------------------------------------- |
| Datum                                                           | Disziplin                                                       | Erster Platz                                                    | Zweiter Platz                                                   | Dritter Platz                                                   |
| 27. November 2015                                               | Sprint Freistil                                                 | Logan Hanneman                                                  | Reese Hanneman                                                  | Dakota Blackhorse-von Jess                                      |
| 28. November 2015                                               | 15 km Freistil                                                  | Brian Gregg                                                     | Matthew Edward Liebsch                                          | Scott Patterson                                                 |

| 2. US Super Tour in Sun Valley, 5. und 6. Dezember 2015 | 2. US Super Tour in Sun Valley, 5. und 6. Dezember 2015 | 2. US Super Tour in Sun Valley, 5. und 6. Dezember 2015 | 2. US Super Tour in Sun Valley, 5. und 6. Dezember 2015 | 2. US Super Tour in Sun Valley, 5. und 6. Dezember 2015 |
| ------------------------------------------------------- | ------------------------------------------------------- | ------------------------------------------------------- | ------------------------------------------------------- | ------------------------------------------------------- |
| Datum                                                   | Disziplin                                               | Erster Platz                                            | Zweiter Platz                                           | Dritter Platz                                           |
| 5. Dezember 2015                                        | Sprint klassisch                                        | Dakota Blackhorse-von Jess                              | Reese Hanneman                                          | Tyler Kornfield                                         |
| 6. Dezember 2015                                        | 15 km klassisch Mst.                                    | Scott Patterson                                         | Mads Ek Ström                                           | Eric Packer                                             |

| 3. US Super Tour und US-amerikanische Meisterschaften in Houghton, 3. bis 9. Januar 2016 | 3. US Super Tour und US-amerikanische Meisterschaften in Houghton, 3. bis 9. Januar 2016 | 3. US Super Tour und US-amerikanische Meisterschaften in Houghton, 3. bis 9. Januar 2016 | 3. US Super Tour und US-amerikanische Meisterschaften in Houghton, 3. bis 9. Januar 2016 | 3. US Super Tour und US-amerikanische Meisterschaften in Houghton, 3. bis 9. Januar 2016 |
| ---------------------------------------------------------------------------------------- | ---------------------------------------------------------------------------------------- | ---------------------------------------------------------------------------------------- | ---------------------------------------------------------------------------------------- | ---------------------------------------------------------------------------------------- |
| Datum                                                                                    | Disziplin                                                                                | Erster Platz                                                                             | Zweiter Platz                                                                            | Dritter Platz                                                                            |
| 3. Januar 2016                                                                           | 15 km klassisch                                                                          | Scott Patterson                                                                          | Kevin Sandau                                                                             | Adam Martin                                                                              |
| 4. Januar 2016                                                                           | Sprint Freistil                                                                          | Reese Hanneman                                                                           | Dakota Blackhorse-von Jess                                                               | Julien Locke                                                                             |
| 7. Januar 2016                                                                           | 30 km Freistil Mst.                                                                      | Tad Elliott                                                                              | Brian Gregg                                                                              | Michael Somppi                                                                           |
| 9. Januar 2016                                                                           | Sprint klassisch                                                                         | Eric Packer                                                                              | Reese Hanneman                                                                           | Didrik Fjeld Elset                                                                       |

| 4. US Super Tour in Lake Placid, 30. und 31. Januar 2016 | 4. US Super Tour in Lake Placid, 30. und 31. Januar 2016 | 4. US Super Tour in Lake Placid, 30. und 31. Januar 2016 | 4. US Super Tour in Lake Placid, 30. und 31. Januar 2016 | 4. US Super Tour in Lake Placid, 30. und 31. Januar 2016 |
| -------------------------------------------------------- | -------------------------------------------------------- | -------------------------------------------------------- | -------------------------------------------------------- | -------------------------------------------------------- |
| Datum                                                    | Disziplin                                                | Erster Platz                                             | Zweiter Platz                                            | Dritter Platz                                            |
| 30. Januar 2016                                          | Sprint Freistil                                          | David Norris                                             | Eric Packer                                              | Akeo Maifeld-Carucci                                     |
| 31. Januar 2016                                          | 10 km klassisch                                          | David Norris                                             | Kris Freeman                                             | Alexander Treinen                                        |

| 5. US Super Tour in Craftsbury, 6. und 7. Februar 2016 | 5. US Super Tour in Craftsbury, 6. und 7. Februar 2016 | 5. US Super Tour in Craftsbury, 6. und 7. Februar 2016 | 5. US Super Tour in Craftsbury, 6. und 7. Februar 2016 | 5. US Super Tour in Craftsbury, 6. und 7. Februar 2016 |
| ------------------------------------------------------ | ------------------------------------------------------ | ------------------------------------------------------ | ------------------------------------------------------ | ------------------------------------------------------ |
| Datum                                                  | Disziplin                                              | Erster Platz                                           | Zweiter Platz                                          | Dritter Platz                                          |
| 6. Februar 2016                                        | 10 km Freistil                                         | Patrick Caldwell                                       | Tad Elliott                                            | Kris Freeman                                           |
| 7. Februar 2016                                        | 10 km klassisch                                        | Kris Freeman                                           | Cole Morgan                                            | Jørgen Grav                                            |

| 6. US Super Tour und American Birkebeiner in Hayward, 20. Februar 2016 | 6. US Super Tour und American Birkebeiner in Hayward, 20. Februar 2016 | 6. US Super Tour und American Birkebeiner in Hayward, 20. Februar 2016 | 6. US Super Tour und American Birkebeiner in Hayward, 20. Februar 2016 | 6. US Super Tour und American Birkebeiner in Hayward, 20. Februar 2016 |
| ---------------------------------------------------------------------- | ---------------------------------------------------------------------- | ---------------------------------------------------------------------- | ---------------------------------------------------------------------- | ---------------------------------------------------------------------- |
| Datum                                                                  | Disziplin                                                              | Erster Platz                                                           | Zweiter Platz                                                          | Dritter Platz                                                          |
| 20. Februar 2016                                                       | 51 km Freistil Mst.                                                    | David Norris                                                           | Ivan Perrillat Boiteux                                                 | Benoît Chauvet                                                         |

| 7. US Super Tour in Craftsbury, 21. bis 26. März 2016 | 7. US Super Tour in Craftsbury, 21. bis 26. März 2016 | 7. US Super Tour in Craftsbury, 21. bis 26. März 2016          | 7. US Super Tour in Craftsbury, 21. bis 26. März 2016                | 7. US Super Tour in Craftsbury, 21. bis 26. März 2016                 |
| ----------------------------------------------------- | ----------------------------------------------------- | -------------------------------------------------------------- | -------------------------------------------------------------------- | --------------------------------------------------------------------- |
| Datum                                                 | Disziplin                                             | Erster Platz                                                   | Zweiter Platz                                                        | Dritter Platz                                                         |
| 21. März 2016                                         | 15 km Freistil                                        | Noah Hoffman                                                   | Scott Patterson                                                      | Patrick Caldwell                                                      |
| 22. März 2016                                         | Sprint klassisch                                      | Erik Bjornsen                                                  | Reese Hanneman                                                       | Logan Hanneman                                                        |
| 24. März 2016                                         | 4 × 5 km Mixstaffel                                   | APU1Erik Bjornsen Rosie Brennan Scott Patterson Chelsea Holmes | Vailbury GreenNoah Hoffman Ida Sargent Tad Elliott Caitlin Patterson | SMS T2Simeon Hamilton Sophie Caldwell Patrick Caldwell Jessie Diggins |
| 26. März 2016                                         | 50 km klassisch Mst.                                  | Erik Bjornsen                                                  | Tad Elliott                                                          | David Norris                                                          |

### Gesamtwertung Männer
| Rang | Name                       | Punkte |
| ---- | -------------------------- | ------ |
| 01.  | Eric Packer                | 304    |
| 02.  | David Norris               | 246    |
| 03.  | Kris Freeman               | 237    |
| 04.  | Scott Patterson            | 233    |
| 05.  | Reese Hanneman             | 225    |
| 06.  | Tad Elliott                | 216    |
| 07.  | Brian Gregg                | 197    |
| 08.  | Alexander Treinen          | 181    |
| 09.  | Adam Martin                | 180    |
| 010. | Tyler Kornfield            | 159    |
| 011. | Patrick Caldwell           | 152    |
| 012. | Miles Havlick              | 149    |
| 013. | Dakota Blackhorse-von Jess | 138    |
| 014. | Erik Bjornsen              | 135    |

| Rang | Name                   | Punkte |
| ---- | ---------------------- | ------ |
| 015. | Logan Hanneman         | 127    |
| 016. | Mads Ek Ström          | 110    |
| 017. | Cole Morgan            | 107    |
| 018. | Didrik Fjeld Elset     | 96     |
| 018. | Kevin Sandau           | 96     |
| 020. | Noah Hoffman           | 95     |
| 021. | Michael Somppi         | 90     |
| 022. | Benjamin Saxton        | 86     |
| 023. | Benjamin Lustgarten    | 82     |
| 024. | Matthew Edward Liebsch | 77     |
| 025. | Petter Reistad         | 71     |
| 026. | Jørgen Grav            | 70     |
| 027. | Fabian Stocek          | 69     |
| 027. | Silas Talbot           | 69     |

| Rang | Name                  | Punkte |
| ---- | --------------------- | ------ |
| 029. | Julien Locke          | 66     |
| 030. | Evan Palmer-Charrette | 62     |
| 031. | Matthew Phillip Gelso | 61     |
| 032. | Rogan Brown           | 59     |
| 033. | Akeo Maifeld-Carucci  | 51     |
| 034. | Nick Michaud          | 50     |
| 034. | Fredrik Schwencke     | 50     |
| 036. | Sawyer Kesselheim     | 43     |
| 036. | Welly Ramsey          | 43     |
| 038. | Kyle Bratrud          | 40     |
| 039. | Jake Brown            | 38     |
| 040. | Niklas Persson        | 36     |

## Frauen

### Resultate
| 1. US Super Tour in West Yellowstone, 27. und 28. November 2015 | 1. US Super Tour in West Yellowstone, 27. und 28. November 2015 | 1. US Super Tour in West Yellowstone, 27. und 28. November 2015 | 1. US Super Tour in West Yellowstone, 27. und 28. November 2015 | 1. US Super Tour in West Yellowstone, 27. und 28. November 2015 |
| --------------------------------------------------------------- | --------------------------------------------------------------- | --------------------------------------------------------------- | --------------------------------------------------------------- | --------------------------------------------------------------- |
| Datum                                                           | Disziplin                                                       | Erster Platz                                                    | Zweiter Platz                                                   | Dritter Platz                                                   |
| 27. November 2015                                               | Sprint Freistil                                                 | Jennie Bender                                                   | Hannah Halvorsen                                                | Dahria Beatty                                                   |
| 28. November 2015                                               | 10 km Freistil                                                  | Katharine Ogden                                                 | Chelsea Holmes                                                  | Emilie Cedervärn                                                |

| 2. US Super Tour in Sun Valley, 5. und 6. Dezember 2015 | 2. US Super Tour in Sun Valley, 5. und 6. Dezember 2015 | 2. US Super Tour in Sun Valley, 5. und 6. Dezember 2015 | 2. US Super Tour in Sun Valley, 5. und 6. Dezember 2015 | 2. US Super Tour in Sun Valley, 5. und 6. Dezember 2015 |
| ------------------------------------------------------- | ------------------------------------------------------- | ------------------------------------------------------- | ------------------------------------------------------- | ------------------------------------------------------- |
| Datum                                                   | Disziplin                                               | Erster Platz                                            | Zweiter Platz                                           | Dritter Platz                                           |
| 5. Dezember 2015                                        | Sprint klassisch                                        | Rebecca Rorabaugh                                       | Kaitlynn Miller                                         | Caitlin Patterson                                       |
| 6. Dezember 2015                                        | 10 km klassisch Mst.                                    | Chelsea Holmes                                          | Rebecca Rorabaugh                                       | Caitlin Patterson                                       |

| 3. US Super Tour und US-amerikanische Meisterschaften in Houghton, 3. bis 9. Januar 2016 | 3. US Super Tour und US-amerikanische Meisterschaften in Houghton, 3. bis 9. Januar 2016 | 3. US Super Tour und US-amerikanische Meisterschaften in Houghton, 3. bis 9. Januar 2016 | 3. US Super Tour und US-amerikanische Meisterschaften in Houghton, 3. bis 9. Januar 2016 | 3. US Super Tour und US-amerikanische Meisterschaften in Houghton, 3. bis 9. Januar 2016 |
| ---------------------------------------------------------------------------------------- | ---------------------------------------------------------------------------------------- | ---------------------------------------------------------------------------------------- | ---------------------------------------------------------------------------------------- | ---------------------------------------------------------------------------------------- |
| Datum                                                                                    | Disziplin                                                                                | Erster Platz                                                                             | Zweiter Platz                                                                            | Dritter Platz                                                                            |
| 3. Januar 2016                                                                           | 10 km klassisch                                                                          | Caitlin Patterson                                                                        | Kaitlynn Miller                                                                          | Chelsea Holmes                                                                           |
| 4. Januar 2016                                                                           | Sprint Freistil                                                                          | Jennie Bender                                                                            | Anne Hart                                                                                | Caitlin Patterson                                                                        |
| 7. Januar 2016                                                                           | 20 km Freistil Mst.                                                                      | Caitlin Patterson                                                                        | Chelsea Holmes                                                                           | Katharine Ogden                                                                          |
| 9. Januar 2016                                                                           | Sprint klassisch                                                                         | Kaitlynn Miller                                                                          | Anne Hart                                                                                | Jennie Bender                                                                            |

| 4. US Super Tour in Lake Placid, 30. und 31. Januar 2016 | 4. US Super Tour in Lake Placid, 30. und 31. Januar 2016 | 4. US Super Tour in Lake Placid, 30. und 31. Januar 2016 | 4. US Super Tour in Lake Placid, 30. und 31. Januar 2016 | 4. US Super Tour in Lake Placid, 30. und 31. Januar 2016 |
| -------------------------------------------------------- | -------------------------------------------------------- | -------------------------------------------------------- | -------------------------------------------------------- | -------------------------------------------------------- |
| Datum                                                    | Disziplin                                                | Erster Platz                                             | Zweiter Platz                                            | Dritter Platz                                            |
| 30. Januar 2016                                          | Sprint Freistil                                          | Kelsey Phinney                                           | Caitlin Patterson                                        | Anne Hart                                                |
| 31. Januar 2016                                          | 10 km klassisch                                          | Caitlin Patterson                                        | Kaitlynn Miller                                          | Chelsea Holmes                                           |

| 5. US Super Tour in Craftsbury, 6. und 7. Februar 2016 | 5. US Super Tour in Craftsbury, 6. und 7. Februar 2016 | 5. US Super Tour in Craftsbury, 6. und 7. Februar 2016 | 5. US Super Tour in Craftsbury, 6. und 7. Februar 2016 | 5. US Super Tour in Craftsbury, 6. und 7. Februar 2016 |
| ------------------------------------------------------ | ------------------------------------------------------ | ------------------------------------------------------ | ------------------------------------------------------ | ------------------------------------------------------ |
| Datum                                                  | Disziplin                                              | Erster Platz                                           | Zweiter Platz                                          | Dritter Platz                                          |
| 6. Februar 2016                                        | 5 km Freistil                                          | Anne Hart                                              | Chelsea Holmes                                         | Erika Flowers                                          |
| 7. Februar 2016                                        | 10 km klassisch                                        | Erika Flowers                                          | Elizabeth Guiney Julia Kern                            |                                                        |

| 6. US Super Tour und American Birkebeiner in Hayward, 20. Februar 2016 | 6. US Super Tour und American Birkebeiner in Hayward, 20. Februar 2016 | 6. US Super Tour und American Birkebeiner in Hayward, 20. Februar 2016 | 6. US Super Tour und American Birkebeiner in Hayward, 20. Februar 2016 | 6. US Super Tour und American Birkebeiner in Hayward, 20. Februar 2016 |
| ---------------------------------------------------------------------- | ---------------------------------------------------------------------- | ---------------------------------------------------------------------- | ---------------------------------------------------------------------- | ---------------------------------------------------------------------- |
| Datum                                                                  | Disziplin                                                              | Erster Platz                                                           | Zweiter Platz                                                          | Dritter Platz                                                          |
| 20. Februar 2016                                                       | 51 km Freistil Mst.                                                    | Caitlin Gregg                                                          | Aurélie Dabudyk                                                        | Erika Flowers                                                          |

| 7. US Super Tour in Craftsbury, 21. bis 26. März 2016 | 7. US Super Tour in Craftsbury, 21. bis 26. März 2016 | 7. US Super Tour in Craftsbury, 21. bis 26. März 2016 | 7. US Super Tour in Craftsbury, 21. bis 26. März 2016 | 7. US Super Tour in Craftsbury, 21. bis 26. März 2016 |
| ----------------------------------------------------- | ----------------------------------------------------- | ----------------------------------------------------- | ----------------------------------------------------- | ----------------------------------------------------- |
| Datum                                                 | Disziplin                                             | Erster Platz                                          | Zweiter Platz                                         | Dritter Platz                                         |
| 21. März 2016                                         | 10 km Freistil                                        | Jessie Diggins                                        | Sadie Bjornsen                                        | Riitta-Liisa Roponen                                  |
| 22. März 2016                                         | Sprint klassisch                                      | Jessie Diggins                                        | Ida Sargent                                           | Rosie Brennan                                         |
| 26. März 2016                                         | 30 km klassisch Mst.                                  | Jessie Diggins                                        | Ida Sargent                                           | Caitlin Patterson                                     |

### Gesamtwertung Frauen
| Rang | Name              | Punkte |
| ---- | ----------------- | ------ |
| 01   | Caitlin Patterson | 411    |
| 02   | Anne Hart         | 365    |
| 03   | Chelsea Holmes    | 337    |
| 04   | Kaitlynn Miller   | 322    |
| 05   | Rebecca Rorabaugh | 241    |
| 06   | Elizabeth Guiney  | 239    |
| 07   | Erika Flowers     | 233    |
| 08   | Katharine Ogden   | 210    |
| 09   | Jennie Bender     | 202    |
| 10   | Jessie Diggins    | 180    |

| Rang | Name             | Punkte |
| ---- | ---------------- | ------ |
| 011  | Jessica Yeaton   | 158    |
| 012. | Rosie Frankowski | 140    |
| 013. | Ida Sargent      | 130    |
| 014. | Hannah Halvorsen | 123    |
| 015. | Rosie Brennan    | 96     |
| 016. | Kelsey Phinney   | 93     |
| 017. | Eliska Hajkova   | 78     |
| 018. | Annie Pokorny    | 76     |
| 019. | Heather Mooney   | 75     |
| 020. | Julia Kern       | 69     |

| Rang | Name                 | Punkte |
| ---- | -------------------- | ------ |
| 021. | Elizabeth Stephen    | 68     |
| 022. | Sophie Caldwell      | 66     |
| 022. | Riitta-Liisa Roponen | 66     |
| 024. | Emilie Cedervärn     | 61     |
| 025. | Deedra Irwin         | 56     |
| 026. | Alayna Sonnesyn      | 54     |
| 026. | Corey Stock          | 54     |
| 028. | Jennifer Jackson     | 53     |
| 029. | Veronika Mayerhofer  | 52     |
| 030. | Sadie Bjornsen       | 50     |